# IJslandse parlementsverkiezingen 2007
De parlementsverkiezingen van IJsland werden op 12 mei 2007 gehouden. De Onafhankelijkheidspartij bleef de grootste in het parlement en won 25 van de 63 zetels.

## Achtergrond
Aan deze verkiezingen deden 6 partijen mee: de 2 regeringspartijen, de Onafhankelijkheidspartij en de Progressieve Partij. Verder deden alle oppositiepartijen mee: de Alliantie, Links-Groen en de Liberale Partij. Ook de nieuwe partij: IJslandse beweging-Levend Land nam deel aan de verkiezingen.

## Uitslagen

### Zetelverdeling
| Partij                                                             | Partijleider                 | Stemmen | Zetels | ±  |
| ------------------------------------------------------------------ | ---------------------------- | ------- | ------ | -- |
| Onafhankelijkheidspartij (Sjálfstæðisflokkurinn)                   | Geir Haarde                  | 66.754  | 25     | +3 |
| Alliantie (Samfylkingin)                                           | Ingibjörg Sólrún Gísladóttir | 48.743  | 18     | -2 |
| Links-Groen (Vinstrihreyfingin - grænt framboð)                    | Steingrímur J. Sigfússon     | 26.136  | 9      | +4 |
| Progressieve Partij (Framsóknarflokkurinn)                         | Jón Sigurðsson               | 21.350  | 7      | -5 |
| Liberale Partij (Frjálslyndi flokkurinn)                           | Guðjón Arnar Kristjánsson    | 13.233  | 4      | 0  |
| IJslandse beweging - Levend Land (slandshreyfingin – lifandi land) | Ómar Ragnarsson              | 5.953   | 0      | -  |
|                                                                    | Totaal                       | 182.169 | 63     |    |

### Opkomst en geldige stemmen
|                   | 2007             |
| ----------------- | ---------------- |
| Kiesgerechtigde   | 221.330          |
| Opkomst           | 185.071 (83,62%) |
| Niet verschenen   | 36.259 (16,38%)  |
| Geldige stemmen   | 182.169          |
| Ongeldige stemmen | 385              |
| Blanco stemmen    | 2.517            |

## Na de verkiezingen
Toen de verkiezingsuitslag vast stond werd als snel duidelijk dat de toenmalige coalitie nog maar kon rekenen op een kleine meerderheid van 32 tegen 31 zetels. Dit kwam vooral door het feit dat de Progressieve Partij 5 zetels verloren had, dit was dan ook de slechtste verkiezingsuitslag uit hun 90-jarige geschiedenis. Een ander opvallend detail was dat de partij IJslandse Beweging-Levend Land geen zetels haalden. Dit was te wijten aan de kiesdrempel van 5% die IJsland hanteert. 
Na enkele dagen van speculatie maakten de regering op 17 mei bekend af te treden en dat de coalitie tussen de Onafhankelijkheidspartij en de Progressieve partij na 12 jaar zou eindigen. Na een aantal dagen onderhandelen kwamen de Onafhankelijkheidspartij (OP) en de Sociaaldemocratische Alliantie (A) tot een akkoord en de nieuwe regering nam op 24 mei zitting. De ministersposten werden als volgt verdeeld:
- Geir Haarde, Minister-president (OP)
- Ingibjörg Sólrún Gísladóttir, Minister van Buitenlandse Zaken (A)
- Árni Mathiesen, Minister van Financiën (OP)
- Einar Kristinn Guðfinnsson, Minister van Visserij en Landbouw (OP)
- Össur Skarphéðinsson, Minister van Industrie (A)
- Björgvin G. Sigurðsson, Minister van Handel (A)
- Björn Bjarnason, Minister van Justitie (OP)
- Þorgerður Katrín Gunnarsdóttir, Minister van Onderwijs (OP)
- Jóhanna Sigurðardóttir, Minister van Sociale Zaken (A)
- Guðlaugur Þór Þórðarson, Minister van Volksgezondheid (OP)
- Kristján L. Möller, Minister van Vervoer (A)
- Þórunn Sveinbjarnardóttir, Minister van Milieu (A)

De regering kon in het parlement, rekenen op een vaste meerderheid van 43 uit 63 zetels. In hun regeerakkoord schreven ze dat ze zich gingen focussen op kinderen, ouderen en het milieu.
Op 23 mei maakten de partijleider van de Progressieve Partij, Jón Sigurðsson, bekend af te treden, onder druk van de slechte verkiezingsuitslag. De vice- partijleider Guðni Ágústsson nam zijn post over.